# Sarıcalı, Lüleburgaz
Sarıcaali là một xã thuộc huyện Lüleburgaz, tỉnh Kırklareli, Thổ Nhĩ Kỳ. Dân số thời điểm năm 2011 là 604 người.